# 宋振明

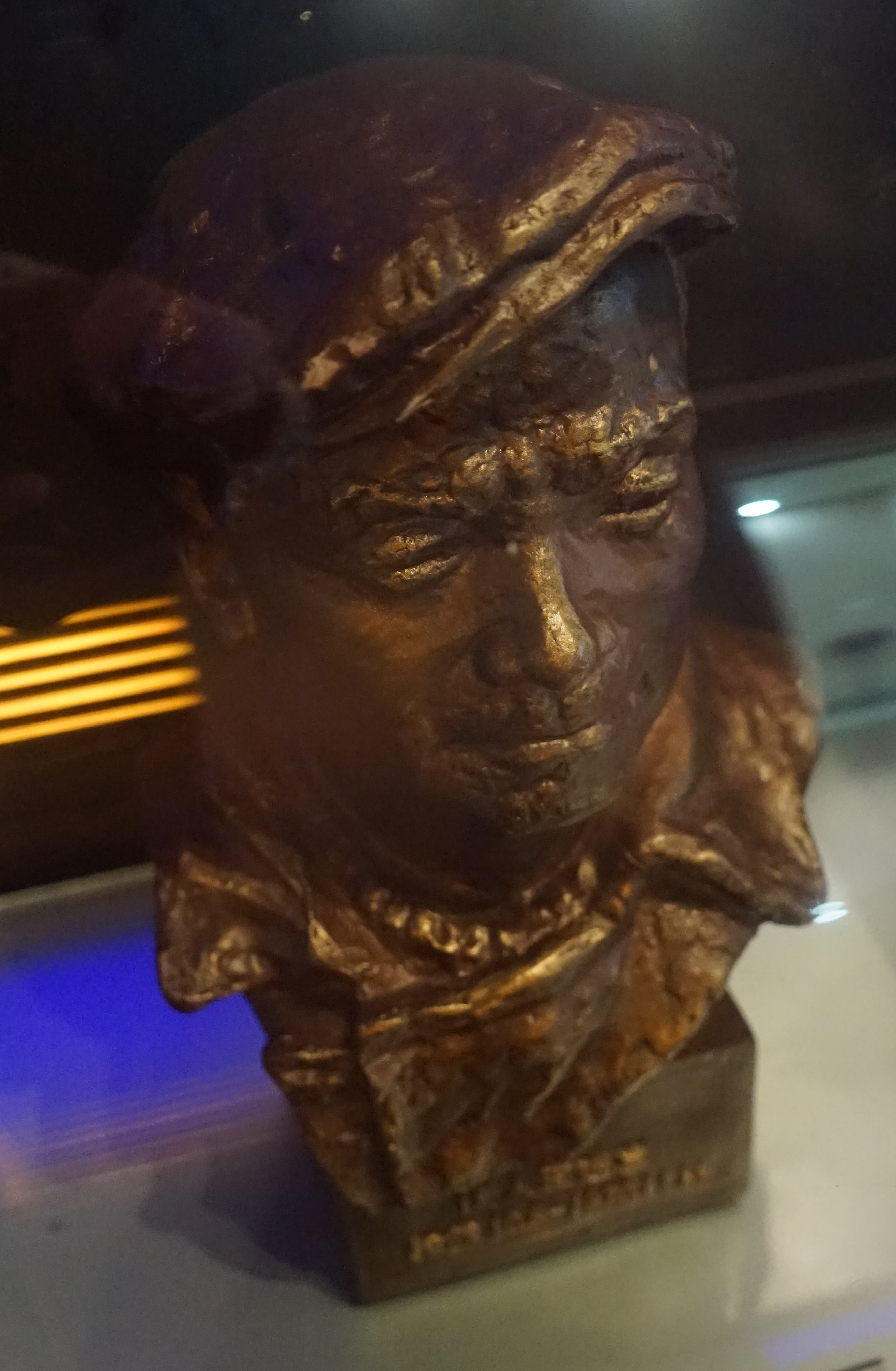
原中国石油部长宋振明生前一直摆放在案头的铁人塑像。

宋振明（1926年—1990年），河北馆陶人，中华人民共和国政治人物。
1938年，宋振明参加抗日战争八路军筑先抗日游击纵队，此后任八路军129师，参加百团大战。1944年随部队调入陕甘宁边区，任陕甘宁边区关中军分区营教导员、党委书记、汉中军分区独立3团政治处主任等职。中华人民共和国成立后，任中国人民解放军石油工程第一师第三团代政委、玉门矿务局运输处处长、玉门石油管理局采油厂厂长、大庆石油会战指挥部领导小组副组长、大庆油田党委书记。1975年，升任中华人民共和国石油化学工业部副部长。1978年3月，任中华人民共和国石油工业部部长，1981年3月卸任。此后起用中国石油天然气勘探开发公司总经理。